# Barneston (Nebraska)
Barneston – wieś w Stanach Zjednoczonych, w stanie Nebraska, w hrabstwie Gage.